# Makino Torao
Makino Torao (japanisch 牧野 虎雄; * 15. Dezember 1890 in Takada, heute Teil von Jōetsu, Präfektur Niigata; † 18. Oktober 1946 in Shinjuku, Tōkyō) war ein japanischer Maler der Taishō- und Shōwa-Periode, der vor allem für seine Werke des Realismus bekannt ist. Er hatte eine bedeutende Rolle in der japanischen Kunstszene und war ein Mitglied der Kaijusha-Gruppe, die der Kunstwelt Japans neue Impulse gab. Makino starb im Alter von 55 Jahren und hinterließ ein reiches Erbe an Werken, die heute in verschiedenen Kunstmuseen ausgestellt sind.

## Leben
Makino Torao wurde 1890 als zweiter Sohn von Makino Fujichirō geboren. Mit fünf Jahren zog die Familie aufgrund der beruflichen Umstände des Vaters nach Shibuya, Tōkyō, um, wo Makino den Großteil seiner Kindheit verbrachte. Sein Vater war ein berühmter Drachenflieger, und auch Torao soll ein talentierter Drachenflieger gewesen sein.
Er trat 1908 in die Tōkyō Kunstschule (heute Tokyo University of the Arts) ein und begann eine Ausbildung in westlicher Malerei bei Kuroda Seiki und Fujishima Takeji. Während seiner Studienzeit stellte Makino erstmals 1912 seine Werke auf der Bunten (文展) aus, was ihm eine erste Anerkennung einbrachte. Später, 1919, wurde die Bunten zur Teiten (帝展) umgewandelt, und Makino nahm an der ersten Ausstellung dieser neuen Institution teil.
Makino gründete 1924 zusammen mit Aburaya Tatsu (油谷達), Ōkubo Sakujirō (大久保作次郎), Kanai Fumihiko (金井文彦),  Kanazawa Shigeharu (金澤重治), Kumaoka Yoshihiko (熊岡美彦), Takama Sōshichi (高間惣七) und Yoshimura Yoshimatsu (吉村芳松) die Kaijusha-Gruppe, die neue künstlerische Strömungen innerhalb der japanischen Kunstszene unterstützte. 1926 wurde er zum Juror für die Teiten-Ausstellung ernannt und spielte eine wichtige Rolle in der Kunstausbildung und -entwicklung Japans.
1930 verließ er seine Professur an der Tōkyō Kunstschule und wurde Professor an der neu gegründeten Tama Imperial Art School (heute Tama Art University). 1937 begann er seine Tätigkeit als Juror bei der neuen Shinbun-ten (文展, Neue Kunst Ausstellung).
Makino verbrachte die letzten Jahre seines Lebens mit der Entwicklung neuer Maltechniken und stellte weiterhin seine Kunstwerke aus. Er starb am 18. Oktober 1946 an den Folgen von Speiseröhrenkrebs. Posthum wurde er in dem Film Ikiteiru Gazō (生きている画像, Lebende Bilder, 1948, Regie: Chiba Yasuki mit Ōkouchi Denjirō in der Hauptrolle) als Modell für die Figur des Hyōjin-sensei bekannt.

## Werke
Makinos Werke sind stark vom Realismus beeinflusst und zeichnen sich durch ihre klare, detaillierte Darstellung von Alltagsszenen und Natur aus. Zu seinen bekanntesten Werken gehören:
- Gyoson (漁村, Fischerdorf), 1912 – Öl auf Leinwand, Museum für zeitgenössische Kunst Tōkyō
- Asa no Isō (朝の磯, Morgens an den Felsen), 1912 – Öl auf Leinwand, Museum für zeitgenössische Kunst Tōkyō
- Isō nite (磯にて, An den Felsen), 1919 – Öl auf Leinwand, Museum für zeitgenössische Kunst Tōkyō
- Isō (磯にて, Felsen), 1920 – Öl auf Leinwand, Miyagi Museum für Kunst
- Torigago (磯にて, Vogelkäfig), 1928 – Öl auf Leinwand, Museum für zeitgenössische Kunst Tōkyō
- Hana Seibutsu (花静物, Blumen, Stillleben) 1928 – Öl auf Leinwand, Museum für zeitgenössische Kunst Tōkyō
- Jigazō (自画像, Selbstporträt) 1931 – Öl auf Leinwand, Museum für zeitgenössische Kunst Tōkyō

Viele seiner Werke sind heute in den Sammlungen des Museum für zeitgenössische Kunst Tōkyō und des Museums für moderne Kunst der Präfektur Niigata ausgestellt.

## Auszeichnungen
1915 erhielt er den ersten Preis auf der 9. Bunten-Ausstellung (1916 und 1918 erhielt er erneut den ersten Preis).